# Liger (película)
Liger - Saala Crossbreed es una película de acción deportiva india de 2022 escrita y dirigida por Puri Jagannadh. La película está producida por Dharma Productions y Puri Connects.

## Argumento
Sashwath Agarwal, también conocido como «Liger» y su madre Balamani, se mudan a Bombay desde Karimnagar. Balamani está decidido a convertir a su hijo en un campeón mundial de las artes marciales mixtas, tal como lo fue su fallecido esposo Balram y del que él tomaba el apodo de Liger (una combinación de las palabras en inglés «lion» y «tiger»). Lo lleva con un entrenador llamado Christopher, quien lo entrena. Mientras Liger está en camino a la perfección en el deporte, conoce a una joven rica, Tanya, y se enamora perdidamente de ella. Después de enterarse por su hermano Sanju de que Liger tiene un problema de tartamudez, una avergonzada Tanya lo abandona. Aunque no esto no afectaría emocionalmente a Liger, pues él lograría ganar el Campeonato Nacional de MMA, y de ahí, participar en el Campeonato Internacional, patrocinado por Sanju y el padre de Tanya.
Liger gana todos los combates y pasa a la final del torneo. Sin embargo, Tanya es secuestrada días antes de la final. Al enterarse de esto, Liger se enfrenta al padre de Tanya. Él revela que pidió dinero prestado a un gánster para establecer su negocio y permanece indefenso porque no pudo devolverle el dinero. Después de que su padre revela que Tanya rompió con Liger para poder centrarse en su deporte y su carrera después de que su madre la reprendiera por ser una distracción, Liger decide salvar a Tanya él solo, lo que finalmente hace que se pierda el combate final. Se topa con el secuestrador, que resulta ser Mark Anderson, su modelo a seguir de toda la vida y un legendario luchador de MMA.
Anderson lo reta a una pelea para recuperar a Tanya; esta se transmite en vivo en la final de MMA. Cuando Liger está a punto de perder, recuerda el consejo que le dio su madre y derrota a Anderson. Impresionado por sus habilidades, Anderson se toma una foto con Liger y Tanya antes de irse. Como resultado de la exitosa pelea, los jueces declaran la pelea entre Anderson y Liger como el combate final, y Liger se convierte en el nuevo campeón mundial.

## Reparto
- Vijay Deverakonda como Sashwath Agarwal «Liger», protagonista principal / Balram Agarwal, padre de Liger y excampeón mundial de MMA.
  - Harsh Roshan como el joven Sashwath
- Ananya Panday como Tanya Panday, interés amoroso de Liger.
- Mike Tyson como Mark Anderson, principal rival de Liger en el Campeonato Internacional.
- Ramya Krishna como Balamani Agarwal, madre de Liger y viuda de Balram.
- Ronit Roy como Christopher, entrenador de Liger.
- Vishu Reddy como Sanju Panday, hermano menor de Tanya.
- Chunky Panday como el Sr. Panday, hombre de negocios y patriarca de la familia Panday.
- Makarand Deshpande como Mallesh, un maton local.
- Getup Srinu como Ganapath, compañero de entrenamiento de Liger.
- Temper Vamsi como Shankar, compañero de entrenamiento de Liger.

## Producción
Vijay Deverakonda se sometió a una transformación física dramática para su papel como Liger y fue a Tailandia para recibir entrenamiento en artes marciales. Después de que Janhvi Kapoor rechazara la oferta debido a problemas de fechas, Ananya Panday fue elegida para actuar junto a Deverakonda.
La banda sonora de la película está compuesta por Mani Sharma. El compositor Tanishk Bagchi también está fichado para la película.
En septiembre de 2021, el boxeador Mike Tyson fue fichado para un cameo extendido, haciendo así su debut como actor en el cine indio.